# Audi S7
De Audi S7 is een sportieve versie van de Audi A7 van de Duitse autofabrikant Audi.

## Eerste generatie (2012-2017)

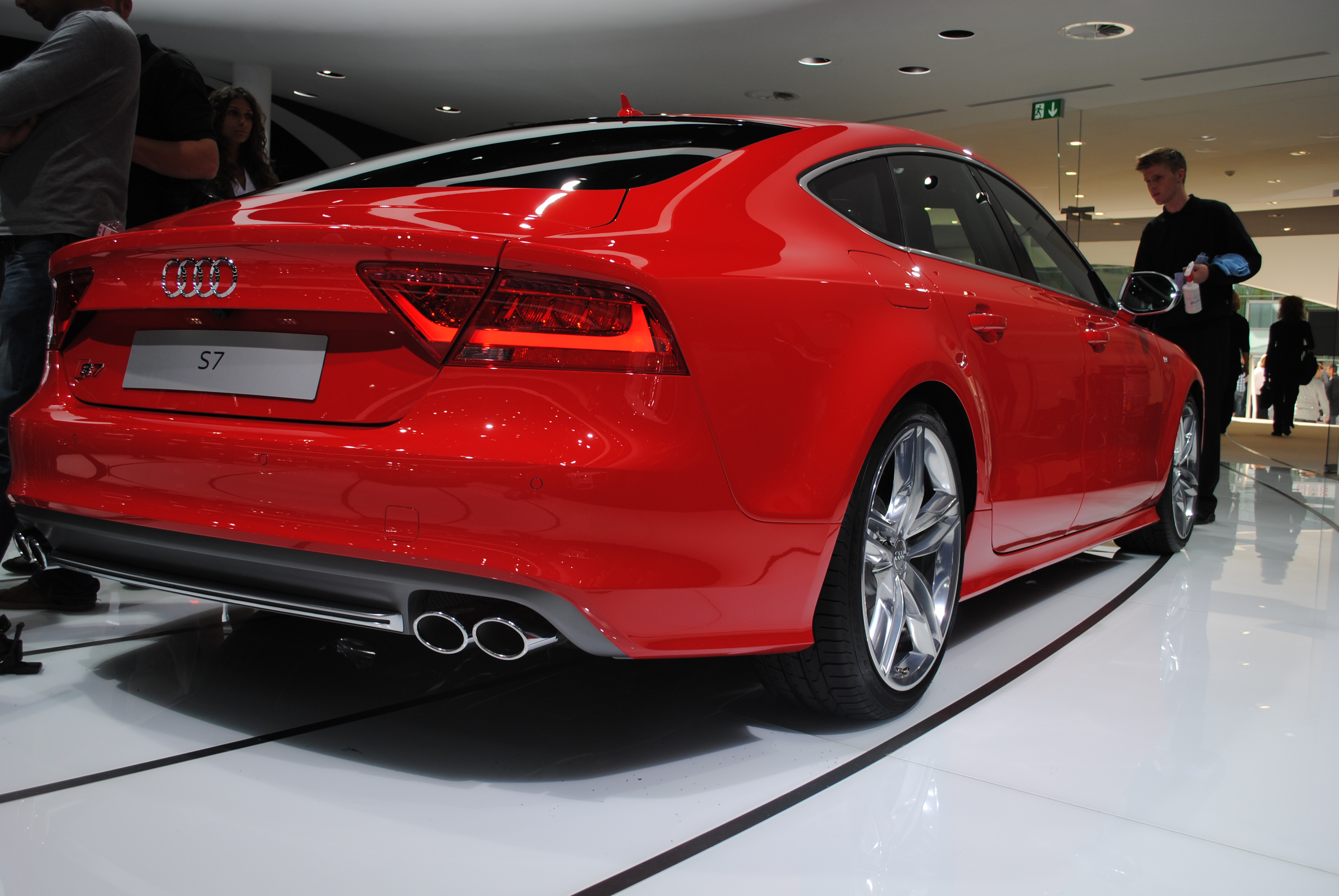

De S7 deelt zijn techniek met de Audi S6 en werd samen met dit model op de IAA in Frankfurt voorgesteld. De S7 is te onderscheiden van de A7 door zijn specifieke grille met S-logo, andere bumpers en vier uitlaten in de diffuser aan de achterkant. Standaard staat de S7 op 19 inch lichtmetaal, dit kan worden uitgebreid tot 20 inch. Ook de aluminium spiegelkappen zijn exclusief voor Audi S-modellen en in het interieur zijn sportstoelen terug te vinden.

### Techniek
De S7 maakt gebruik van dezelfde aandrijflijn als de S6, wat betekent dat hij beschikt over een 4,0-liter V8 biturbo TFSI-motor van 420 pk (309 kW) en 550 Nm koppel. Deze is gekoppeld aan een zeventraps S tronic automaat met dubbele koppeling. Om dit mogelijk te maken is het koppel begrensd op 550 Nm waardoor deze over een zeer groot toerenbereik beschikbaar is; tussen 1.400 en 5.300 tpm. Het blok beschikt over cilinderuitschakeling, waarbij vier van de acht cilinders worden uitgeschakeld als er niet om het volle vermogen wordt gevraagd. Dit is gunstig voor het brandstofverbruik. Ook heeft de S7 een start-stop systeem. Zoals gebruikelijk bij Audi heeft de S7 quattro vierwielaandrijving, wat optioneel met sportdifferentieel uitgebreid kan worden.

### Prestaties
De Audi S7 accelereert in 4,7 seconden naar 100 km/u en bereikt een elektronisch begrensde topsnelheid van 250 km/u.

### Facelift
In 2014 werd de A7 gefacelift. Dit betekende nieuwe achterlichten en bumpers, en voor de S7 betekende het ook een toename in vermogen. Het blok levert voortaan 450 pk, het koppel bleef gelijk omdat de transmissie het anders niet aan zou kunnen. De auto werd iets zwaarder, maar gaat alsnog sneller naar de 100 km/u, namelijk in 4,6 seconden.

## Tweede generatie (2019-heden)
In 2019 werd de tweede generatie S7 gelanceerd deze heeft nu 349 pk en 700 Nm aangedreven door een V6 TDI wat betekent dat het een vettige diesel is. De 0-100 tijd is 5.1 seconden wat 0.5 seconden trager is dan de vorige generatie.
Sinds november 2020 werd het vermogen van de V6 TDI motor gereduceerd tot 344 pk om te voldoen aan de verstrengde Europese emissienormen.